# Evoluția stelelor

Evoluția Soarelui

În evoluția unei stele există mai multe faze:

## Colaps gravitațional
Contracția gravitațională dintr-un nor molecular gigant aflat în mediul interstelar se accelerează în timp, iar când masa norului este mare, acest proces ia o formă violentă de prăbușire gravitațională. Temperatura norului crește, astfel încât norul începe se emită energie; transformându-se într-o protostea.
Contracția gravitațională este o fază rapidă de evoluție.

## Stadiul desteaasecvenței principale
Este faza cea mai lungă din viața unei stele.